# Ulrich Otto von Dewitz (Generalleutnant)

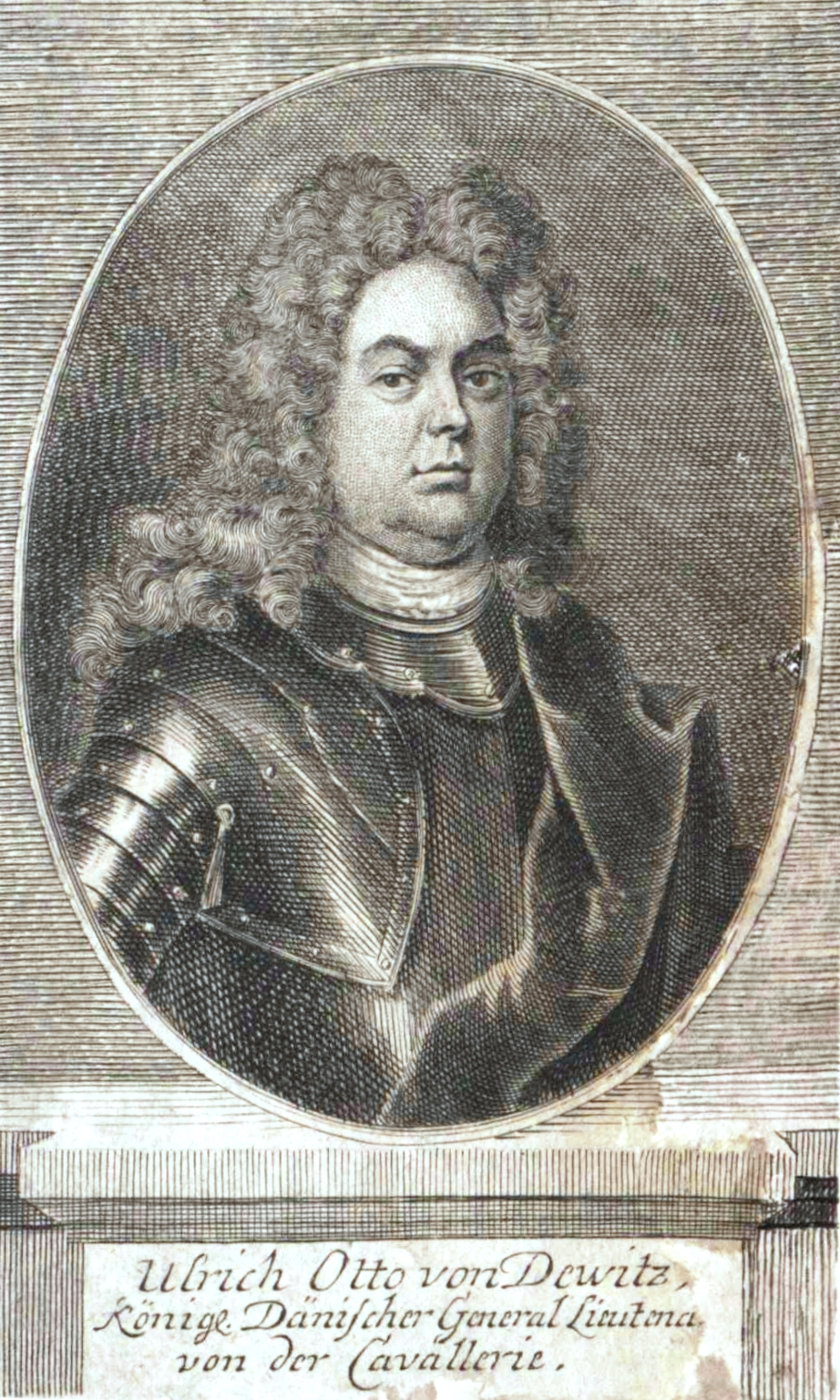
Ulrich Otto von Dewitz

Ulrich Otto von Dewitz (* 14. Juni 1671 auf Groß Daberkow; † 5. August 1723 in Dölitz) war ein dänischer Generalleutnant, Chef des Oldenburgischen Kürassierregiments und Erbherr auf Mitram und Holzendorf in Mecklenburg.

## Leben
Seine Eltern waren Henning von Dewitz (1626–1698) Erbherr auf Groß Miltzow, Duberkow und Genschau und dessen Ehefrau Dorothea von Levetzow. Der dänische General Franz Joachim von Dewitz war sein Bruder.
Er kam 1690 zur Armee und war 1692 Adjutant im 2. Reiterregiment und stand während des Pfälzischen Erbfolgekrieges in englisch-holländischen Sold. Im Jahr 1693 wurde er Kornett im Regiment, 1696 wurde er Leutnant im Regiment (C.R. Württemberg). 1698 wurde er zu seinem Bruder in das 2. Fühnische National-Reiterregiment versetzt. Am 17. Juli 1700 wurde er Rittmeister im 1. Jütländischen National-Regiment. Aber schon am 5. Februar 1701 war er Major im 3. Jütländischen National-Regiment unter Detlev von Brockdorf. Mit dem Regiment kam er während des Spanischen Erbfolgekrieges ab 1702 wieder in englisch-holländischen Sold in Brabant. Er kämpfte in den Schlachten von Höchstädt und Ramillies und erhielt am 3. Februar 1708 den Charakter eines Obersts.
Am 14. Juni 1709 war er noch Oberstleutnant des 5. Jütländischen National-Regiments (von Preen), aber schon am 18. Juni 1709 wurde er Chef des Oldenburgischen Kürassier-Regiment in Ungarn. Es kam im Herbst 1709 nach Dänemark zurück. Am 27. Juli 1710 wurde er Brigadier und erhielt am 19. Dezember 1711 seine Demission. Er wurde aber am 9. November 1714 Generalmajor und erhielt 1717 noch den Danebrog-Orden. Am 6. November 1719 erhielt er seinen Abschied als Generalleutnant. Im Jahr 1723 starb er auf dem Gut seines Schwiegervaters, der Landrat Christian Wilhelm von Lehsten.

## Familie
Er heiratete am 5. März 1706 Anna Margrethe Catherine Gräfin von Wedel aus dem Hause Wedelsburg (* 1660; † 13. November 1719 in Groß Miltzow). Sie war die Tochter von Wilhelm Friedrich von Wedel (1640–1706). Das Paar hatte drei Söhne und zwei Töchter, darunter:
- Henning Otto (* 30. Dezember 1707; † 13. August 1772), preußischer Generalmajor
- Magarethe Dorothea ⚭ 1722 Johann Friedrich von Lehsten, Etatrat
- Ida Clarelia ⚭ 1733 Henning Kurt Friedrich von Dewitz († 1767) aus dem Haus Großen Daberkow

Nach ihrem Tod heiratete er am 18. September 1721 Catherine Sofie von Lehsten (* 15. Juli 1700; † 15. Oktober 1753). Sein Sohn Christian Friedrich Wilhelm (* 10. April 1723; † 5. Februar 1750) wurde Kammerjunker in Eutin und heiratete Frederike Henriette Ernestine von Lehsten aus dem Haus Wadow (Eltern von Otto Ulrich von Dewitz).
Die Witwe Cathrine Sofie von Dewitz heiratete den preußischen Generalmajor Wilhelm Ludwig von Bissing.